# Rýchlostná cesta R1
Die Rýchlostná cesta R1 (bis 1999 Diaľnica D65) ist eine Schnellstraße in der Slowakei. Die Schnellstraße ist Teil der Europastraßen E 58, E 77 und E 571.
Sie beginnt im Westen in Trnava, bevor sie die Autobahn D1 kreuzt. Auf ihrem Verlauf nach Osten erreicht die R1 die Regionalhauptstädte Nitra und Banská Bystrica. Nahe Žiar nad Hronom (Kilometer 123) besteht der Anschluss der R2 nach Nordwesten in Richtung Prievidza und Trenčín.
Die Schnellstraße ist für Kraftfahrzeuge unter 3,5 t fast vollständig vignettenpflichtig. Ausgenommen sind die Umgehung Nitra (Ausfahrten 39–51), die Brücke Hronská Breznica, die Stadtdurchfahrt Banská Bystrica sowie der gesamte Zubringer R1a. Weite Teile der Schnellstraße entstanden durch Hochstufung bereits vorhandener vierspurigen Straßen 1. Ordnung oder Ausbau derselben, sodass mancherorts keine geeigneten parallel verlaufende Straßen vorhanden sind.

## Geschichte

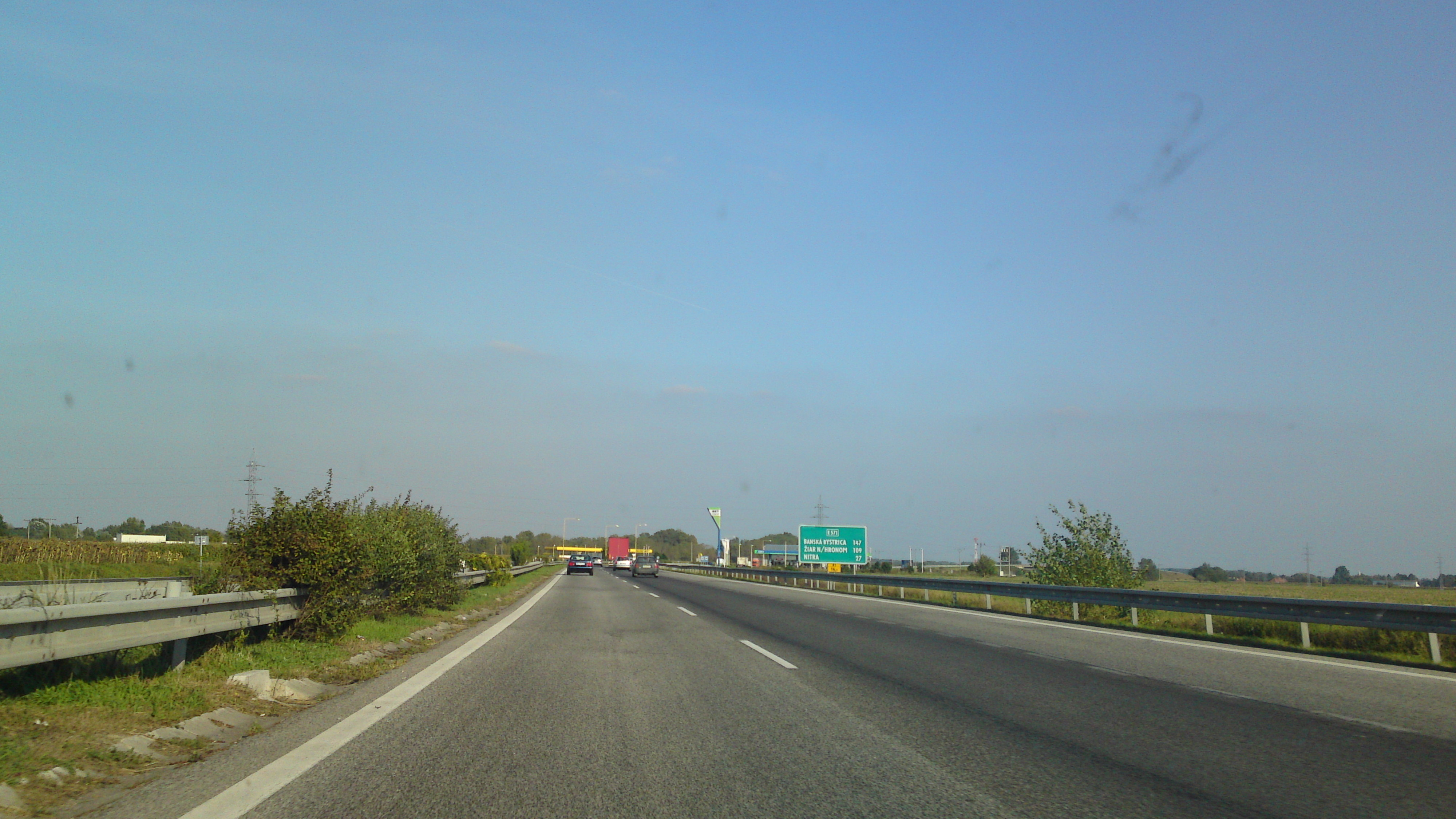
Die R1 bei Dolná Streda, kurz vor der Überquerung der Waag

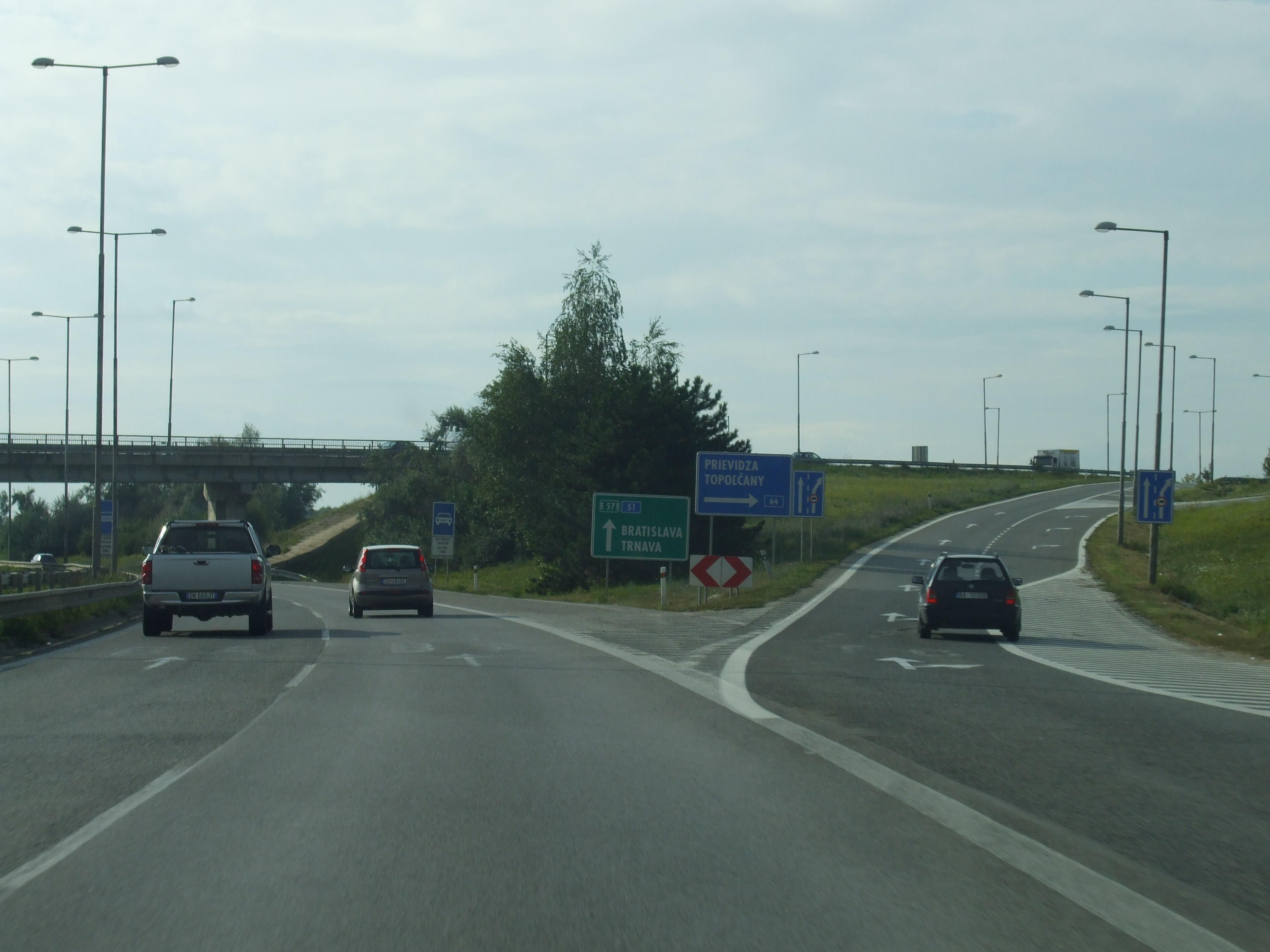
Anschlussstelle Nitra-Dražovce, Richtung Trnava. Ursprünglich Teil der Haupttrasse, liegt diese Anschlussstelle nunmehr auf dem Zubringer Nitra (R1a).

Die ersten Teile wurden schon in den 1970er Jahren gebaut (als Straßen 1. Ordnung I/51 Báb–Kynek, 10,4 km, Fertigstellung 1980 und I/66 Kováčová–Banská Bystrica, 18,2 km, Fertigstellung 1978). In den 1980er Jahren kam dazu die 3,5 km lange Strecke von Trnava zur damaligen Autobahn D61 (heute D1) als Teil der I/51 mit Fertigstellung im Jahr 1981, ebenfalls als Teil der I/51 wurde die 8,4 km lange Strecke Kynek–Nitra (Fertigstellung 1988, heute überwiegend Teil des Zubringers R1a). Weiter östlich entstand die Strecke zwischen Šášovské Podhradie und Budča (Straße 1. Ordnung I/50, 15,3 km, zweispurige Inbetriebnahme 1990, Fertigstellung 1991, von Hronská Dúbrava bis Budča bereits 1985 fertig).
Von 1987 bis 1999 war die Trasse als Autobahn D65 geplant, wurde aber zur Schnellstraße herabgestuft aufgrund der abgelehnten Autobahnkategorie D22,5 (in der Slowakei werden Autobahnen mit einem Querschnitt von 26,5 m oder 24,5 m projektiert).
Weiter wurde der Ausbau der 23,2 km langen Strecke Trnava–Báb vorangetrieben, beginnend mit der Teilstrecke Sereď-Šoporňa (Baubeginn 1983, Fertigstellung 1995, zuerst nur zweispurig). Der vollständige vierspurige Ausbau endete jedoch erst am 15. Juli 2000 und war damals noch als Teil der I/51 gewidmet. In den 1990er Jahren begann wieder auch Bau im Grantal, als erste war die zweispurige Ortsumgehung von Žarnovica fertig im Jahre 1998. Die Strecke von Hronský Beňadik bis Žarnovica, inklusive zweite Fahrbahn der Ortsumgehung von Žarnovica wurde schrittweise von 2003 bis 2006 ausgebaut, zusammen mit der 2,8 km langen Strecke Tekovské Nemce–Hronský Beňadik (Fertigstellung 2005). Die 3 km lange Strecke Budča–Kováčová, die die schon vierspurig gebauten Teile der I/50 und I/66 verband, wurde 2004 gebaut. Der Lückenschluss im Grantal wurde in zwei Abschnitten freigegeben: der erste Teil von Žarnovica bis Lehôtka pod Brehmi wurde im November 2009 eröffnet. Die Lücke von Lehôtka pod Brehmi bis Šášovské Podhradie wurde nach mehrmonatiger Verspätung wegen Erdrutsch im Januar 2011 beseitigt, ein etwa 1 km langes Stück bei Žiar nad Hronom war sogar bis August 2011 nur zweispurig.
Der Bau der 46 km langen Strecke Nitra–Tekovské Nemce, geteilt in Baulose Nitra–Selenec, Selenec–Beladice und Beladice–Tekovské Nemce, begann im August 2009 und wurde nach 26-monatiger Bauzeit am 28. Oktober 2011 dem Verkehr freigegeben. Diese komplettierte die hochrangige Verbindung zwischen Bratislava und Banská Bystrica und ersetzte zugleich den zwischen Nitra und Zlaté Moravce als Todesstrecke bekannten Teil der Straße 1. Ordnung I/65. Dieses Projekt wurde als PPP-Projekt gebaut, wobei die Gesellschaft Granvia den Betrieb für 30 Jahre nach der Fertigstellung übernimmt. Ebenfalls die früher als Verlegung der I/66 geplante Nordortsumgehung von Banská Bystrica mit einer Länge von 5,8 km wird von Granvia betrieben (Inbetriebnahme am 28. Juli 2012).
Das Projekt der Strecke von Nitra bis Tekovské Nemce sowie der Ortsumgehung von Banská Bystrica erhielt am 14. Juli 2011 den offiziellen Namen PR1BINA, der auf den frühmittelalterlichen Fürsten Pribina erinnert.

## Ausbau
Der überwiegende Teil der Schnellstraße ist im Querschnitt R22,5 ausgebaut, das heißt zwei Fahrspuren plus schmaler Standstreifen je Richtung, die in den 1970er und 1980er Jahren gebauten Teile sind mitunter im etwas engeren Querschnitt S 22, eine Teilstrecke in Banská Bystrica sogar nur S 18,6 errichtet worden. Ein Kilometer langes Stück zwischen den Anschlussstellen Banská Bystrica-Radvaň (161) und Banská Bystrica-Hušták (162) ist Richtung Norden dreispurig ausgebaut, im weiteren Verlauf bis Kováčová (146) gibt es einen breiten Mittelstreifen mit Platz für einen zusätzlichen Fahrstreifen je Richtung. Langsamfahrstreifen gibt es nur einmal und zwar zwischen der Anschlussstelle Hronský Beňadik (86) und kurz vor Tankstelle Tekovské Nemce in Richtung Nitra auf einer Länge von etwa 2,8 km.

## Bau und Planung
Eine Verlängerung zur Autobahn D1 in der nordslowakischen Stadt Ružomberok ist größtenteils in Planung. Dieses Projekt wäre als eine Alternative zum Abschnitt Žilina–Ružomberok der Autobahn D1 denkbar, dennoch ist mit einer Ausführung in der näheren Zukunft nicht zu rechnen. Einzig die 3 km lange Verlängerung vom jetzigen Ende bei Banská Bystrica zur Anschlussstelle Šalková südwestlich Slovenská Ľupča ist seit dem 23. April 2024 in Bau. Für 87 Millionen Euro soll bis Ende 2026 neben dem Neubau der R1 auch eine Verlegung der I/66 um Šalková (Stadtteil von Banská Bystrica) entstehen.
Es gibt langfristige Pläne, die Schnellstraße weiter nach Westen zu bauen. Der Neubau würde die heutige Trasse zwischen Vlčkovce und Sereď verlassen und weiter um Sládkovičovo und zumeist entlang der nördlichen Seite der Kleinen Donau zum Knoten mit der D4 bei Most pri Bratislave (an der bestehenden Anschlussstelle Bratislava-Vrakuňa) verlaufen. Die Länge dieser Planung beträgt 42.140 m.

## Galerie

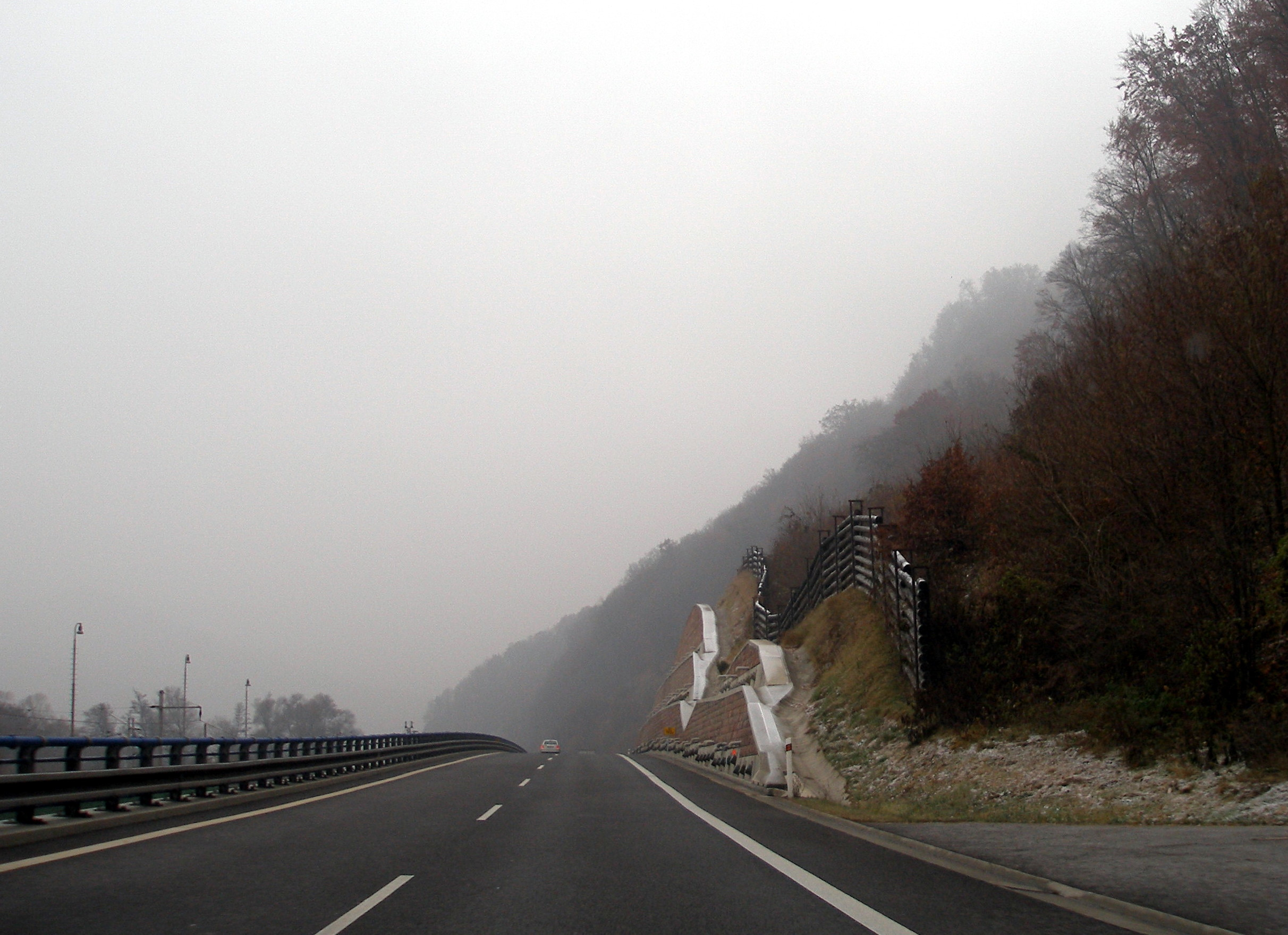
Am Hang des Pohronský Inovec zwischen Žarnovica und Nová Baňa
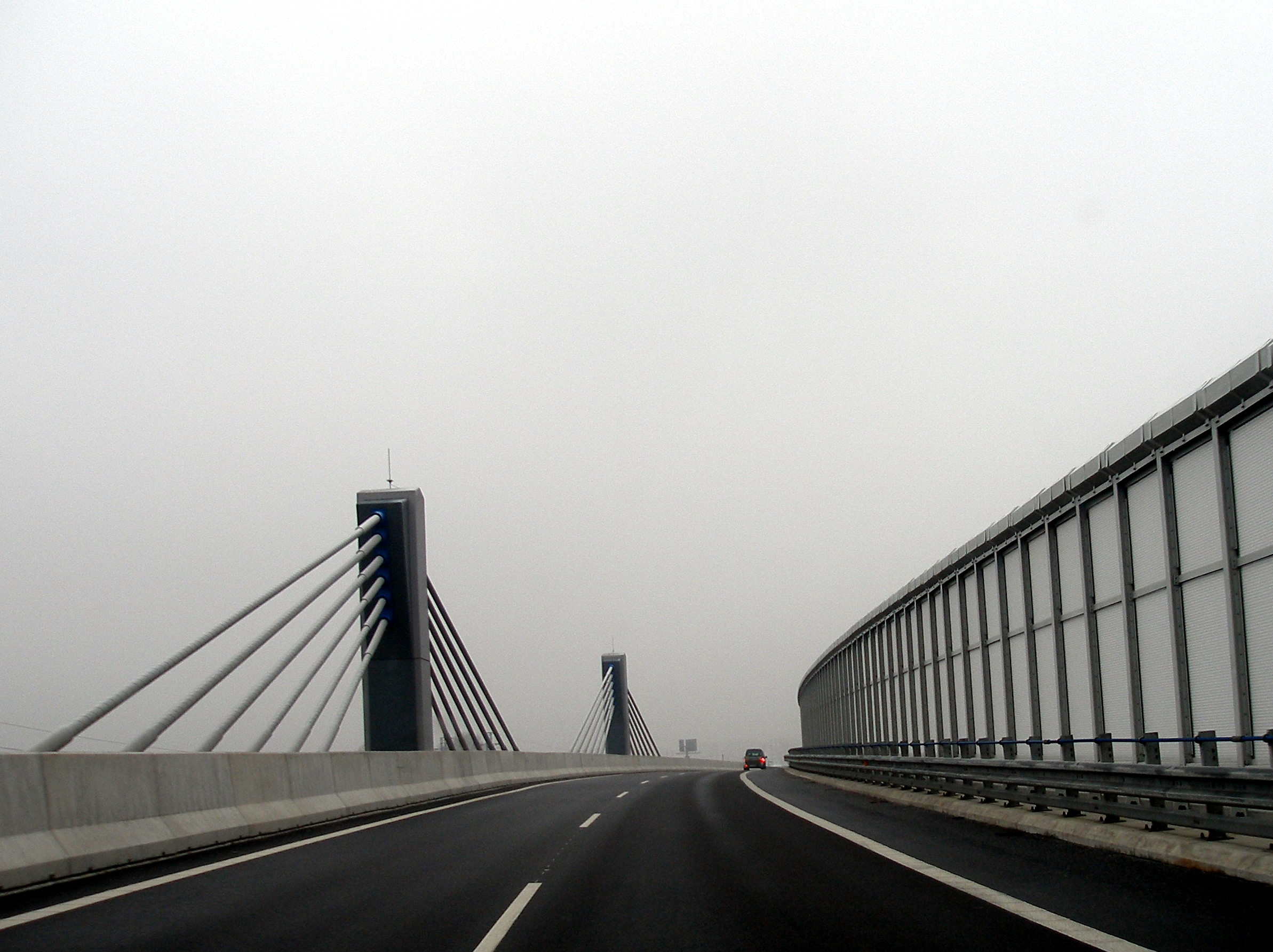
Überquerung des Hron bei Žiar nad Hronom
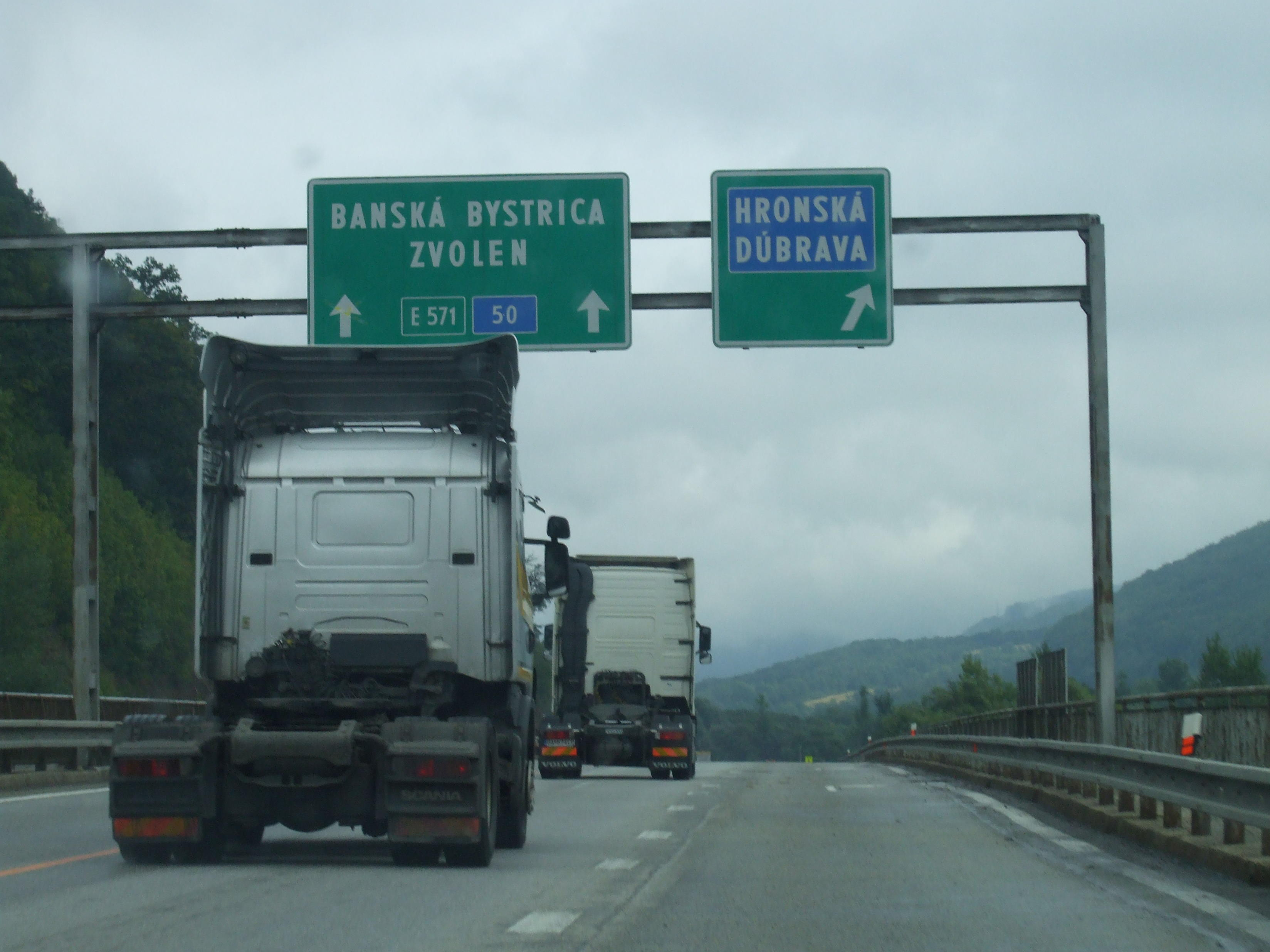
Die R1 in der Mittelslowakei, Anschlussstelle Hronská Dúbrava
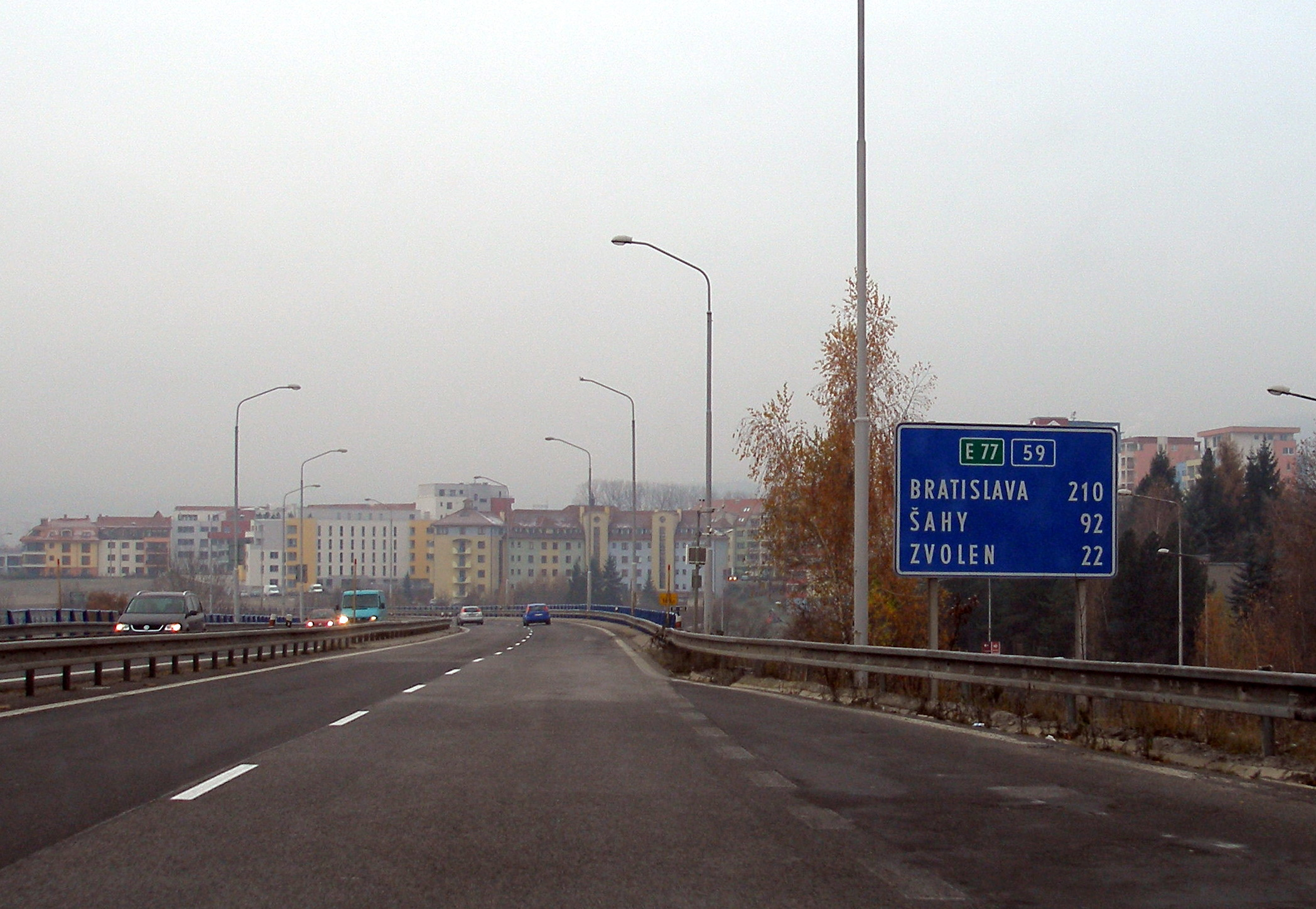
In Banská Bystrica (man beachte das Staatsstraßenschild, inzwischen ersetzt)